# Scaphiella curlena
Scaphiella curlena är en spindelart som beskrevs av Arthur M. Chickering 1968. Scaphiella curlena ingår i släktet Scaphiella och familjen dansspindlar.
Artens utbredningsområde är Jamaica. Inga underarter finns listade i Catalogue of Life.